# Han Shui
Han Shui (chiń. upr. 汉水; chiń. trad. 漢水; pinyin Hàn Shuǐ), także Han Jiang (chiń. upr. 汉江; chiń. trad. 漢江; pinyin Hàn Jiāng) – rzeka w środkowo-wschodniej części Chin, lewy, najdłuższy dopływ Jangcy.
Jej źródła znajdują się w górach Qin Ling, uchodzi do Jangcy w mieście Wuhan. Długość rzeki wynosi blisko 1500 km, a powierzchnia jej dorzecza to 174,3 tys. km². Żeglowna w dolnym biegu od miasta Guanghua. Wykorzystywana do nawadniania.